# La voix humaine
La voix humaine (dt.: Die menschliche Stimme) ist eine Monooper von Francis Poulenc nach einem 1930 erschienenen Theaterstück von Jean Cocteau. Sie wurde am 6. Februar 1959 im Salle Favart der Opéra-Comique in Paris uraufgeführt; Georges Prêtre dirigierte. Sie zählt zur Gattung der Literaturoper. Häufig wird bei Aufführungen auf die orchestrale Begleitung zugunsten der intimeren Klavierbegleitung verzichtet.
Eine deutschsprachige Übersetzung des Librettos schuf Wolfgang Binal (1938–2014).

## Inhalt
Eine Frau ist von ihrem Partner verlassen worden. Aus den Gesprächsfetzen der immer wieder unterbrochenen Telefonate mit ihm entsteht das Bild einer zerrütteten Beziehung, ihrer Strukturen und Empfindlichkeiten. Wir erleben den verzweifelten Versuch der Frau, das Geschehene am Telefon rückgängig zu machen. Die Besonderheiten des Mediums Telefon nutzend, versucht sie zunächst ihrem Gegenüber etwas vorzumachen. Ihre gespielte Stärke und Geschäftigkeit sind genauso Versuche, ihn zurückzugewinnen, wie die nach und nach sichtbare Angst, ihre Verzweiflung oder die beschwörenden Erinnerungen an die angeblich glückliche gemeinsame Vergangenheit. Doch weder ihre Versuche, sich verständnisvoll zu zeigen, noch die Schilderung ihres Selbstmordversuchs fruchten. So erfährt sie die Grenzen der eingeschränkten Kommunikation per Draht. Sie beginnt das Telefon, das sie gleichzeitig anfleht, als „schreckliche Waffe“ zu sehen und gibt dem Objekt die Schuld für die Vergeblichkeit ihrer Bemühungen („…als wir uns sahen, konnte man den Kopf verlieren, Versprechungen vergessen, das Unmögliche wagen und den gewinnen, den man liebt […]. Nur ein Blick konnte alles verändern. Doch durch diesen Apparat ist nun alles aus.“). Sie muss erkennen, dass auch er das Telefon für seine Zwecke benutzt. Denn immer wieder unterbricht er ihre wechselnden Stimmungen und emotionalen Ausbrüche durch banale Zwischenfragen. Auch belügt er sie, als er ihr erklärt, er rufe von zu Hause aus bei ihr an. Bei allem echten Schmerz manipuliert sie genau wie er die andere Seite. Er will am nächsten Tag reinen Gewissens mit seiner neuen Geliebten nach Marseille aufbrechen, sie kann und will die Trennung noch nicht akzeptieren („Weil die Dinge, die ich mir nicht vorstelle, nicht existieren“). Am Ende lässt die Frau den Telefonhörer fallen. Es bleibt offen, ob sie sich mit der Telefonschnur erdrosselt.

## Wirkung
La voix humaine ist ein Paradebeispiel einer Monooper, die sich nicht zuletzt wegen ihres geringen Aufwands (eine Sängerin, mit einem Klavier möglich) leicht umsetzen lässt. Sie wurde so gut wie an allen deutschen Theatern gespielt und steht regelmäßig auf den Spielplänen. Die Herausforderung für die Sängerin sind neben den musikalischen Anforderungen die ungeheuren emotionalen Schwankungen, die große darstellerische Leistungen erfordern. Poulenc hatte daher bei der Uraufführung die Rolle nicht an Maria Callas geben wollen, sondern ließ die Partie von der Sopranistin Denise Duval spielen.

## Aufführungen (Auswahl)
- Staatstheater Darmstadt, 1999 mit Doris Brüggemann (Regie: Kay Link)
- Aula der Kunstakademie Düsseldorf, 2002 mit Sandra Burchartz (Regie: David Walsh, Bühnenbild: Renata Jaworska)[6]
- Theater Aachen, 2001 mit Gerlinde Sämann (Regie: Arila Siegert)
- Oper Köln, 2010 mit Nicola Beller Carbone (Regie: Bernd Mottl)
- Staatsoper Stuttgart, 2011 mit Leandra Overmann (Regie: Calixto Bieito)